# Sanmiao
Sanmiao (kinesiska: 三庙) är en köping i sydvästra Kina. Den ligger i stadsdistriktet Hechuan i storstadsområdet Chongqing, omkring 87 kilometer nordväst om det centrala stadsdistriktet Yuzhong. Antalet invånare är 35 877. Befolkningen består av 17 375 kvinnor och 18 502 män. Barn under 15 år utgör 18,0 %, vuxna 15-64 år 66 %, och äldre över 65 år 15,0 %.